# Wüstenwetzdorf
Wüstenwetzdorf ist ein Ortsteil der Gemeinde Tömmelsdorf der Verwaltungsgemeinschaft Triptis im Saale-Orla-Kreis in Thüringen.

## Geografie
Wüstenwetzdorf liegt östlich der Bundesautobahn 9 unweit der Trasse. Östlich des Weilers erstreckt sich ein Waldgebiet von Triptis bis hinter Auma. Über Ortsverbindungsstraßen besteht Anschluss an die Bundesstraße 281 und an die Bundesautobahn sowie zum Bahnhof Triptis.

## Geschichte
Die urkundliche Ersterwähnung für den Weiler erfolgte 1378. Der Name soll auf den Gründer der Siedlung Wetzel zurückgehen.
Land- und Fischwirtschaft prägte und prägt den Ort. Seit dem Mittelalter wurden nahe dem Ort Fischteiche angelegt, um ein nahes Kloster zu versorgen. Die 250 Fischteiche in und um den Weiler wurden ab 1980 zu größeren Gewässern vereint. Daraus entwickelte sich nach 1990 das Teich- und Naherholungsgebiet Wolche.